# Манзано
Манзано (англ. Manzano Mountains) — невеликий гірський хребет на півдні США у штаті Нью-Мексико. Хребет простягається з півночі на південь і сягає 65 км завдовжки. Він є південною частиною геологічної системи Манзано-Сандія. Назва системи походить від міста Манзано. 
Найвища точка — гора Манзано (висота — 3078 м), яка знаходиться на південному кінці хребта. Серед найвищих гір, можна відзначити Боске (2929 м), Моска (2898 м) та Гваделупе (2880). Гора Манзано у західні схили хребта включені до Природоохоронної території Манзано площею 14,9 тис га.